# Federico Sanseverino
Federico kardinal Sanseverino, italijanski rimskokatoliški duhovnik in kardinal, * ?, † 7. avgust 1516, Novara.

## Življenjepis
Med 30. majem 1505 in 24. oktobrom 1511 je bil apostolski administrator škofije Novara.